# Fromage industriel
Cet article court présente un sujet plus développé dans : Fromage.
Un fromage industriel est un fromage élaboré avec des techniques permettant de grands volumes de production.

## Histoire
Au XIXe siècle, c’est l’époque de l’industrialisation qui va permettre au fromage d’acquérir une nouvelle dimension. Ceci est notamment dû à la découverte du chimiste biologiste Louis Pasteur en 1880 qui fait de grandes avancées avec la découverte de la pasteurisation et de la fermentation en montrant que la chaleur détruit les bactéries. Pendant ce temps-ci, le fromage fait son entrée dans les usines avec son apparition en 1850 par Charles Gervais, à l’origine de la marque « Petits Suisses », avec une technique d’égouttage par couches effectué par la pression des sacs de toile, contenant le caillé, les uns sur les autres pour obtenir un caillé plus ou moins pressé[réf. incomplète].
Au cours du XXe siècle, on constate une évolution industrielle du fromage caractérisée par une fabrication plus standardisée avec un gout beaucoup plus homogène et une uniformisation des formats. Les fromages industrialisés, destinés à la vente en grande surface, sont créés pour être préemballés. Ils sont généralement fabriqués à partir d’une pâte d’un fromage déjà existant dont on a préalablement éliminé le Lactosérum, la partie liquide issue de la coagulation du lait. La pâte obtenue est donc très facilement modulable pour convenir à toutes sortes de moulage. Suivant le fromage souhaité, on y ajoute différents arômes, des colorants et le microbiote[réf. incomplète].

## Techniques

### Fabrication
La fabrication industrielle contient les étapes traditionnelles de coagulation ou caillage et d'affinage. Elle implique une étape initiale, la standardisation.
Les agriculteurs sont très majoritairement équipés de salle de traite. Durant la traite, le lait est immédiatement réfrigéré. Il est analysé afin de répondre aux normes de consommation et aux standards physico-chimiques demandés par l'industriel dans le contrat qui le lie à l'agriculteur,.
Le lait cru réfrigéré est collecté dans les tanks à lait.
Selon le fromage fabriqué, une étape intermédiaire peut être mise en œuvre : la pasteurisation et l'élimination quasi totale du microbiote du lait. Cette technique vise à éliminer d'éventuels micro-organismes pathogènes du lait en portant celui-ci 15 secondes à 72 °C et en réfrigérant immédiatement ensuite. Ce procédé élimine également les bactéries bénéfiques à l'organisme humain.

### Conservation après achat
La conservation du fromage peut varier en fonction du type de fromage, et plus précisément de sa pâte, pouvant aller de quelques jours à plusieurs mois. Certains fromages industriels se conservent mieux en raison de leur emballage. En effet, certains groupes industriels proposent des emballages hermétiques permettant de maintenir le fromage dans un environnement favorable même après utilisation,.
Les fromages à pâte fraîche sont les moins résistants de tous et doivent être consommés rapidement près achat (de quelques jours à deux semaines). Les fromages à pâte molle peuvent tenir jusqu’à une semaine.
Fromages à pâte demi-ferme et les fromages à pâte ferme peuvent tenir de 3 à 5 semaines. Enfin, la résistance des fromages à pâte dure est estimée à 10 mois.

## Économie

### Pays producteurs
Le fromage est le produit laitier le plus répandu : il utilise 40 % de la production mondiale de lait,.
La principale zone de production de fromages est l'Union européenne, dont la production a été estimée à 9,833 millions de tonnes en 2024 ; elle se concentre surtout en Allemagne, en France, en Italie, aux Pays-Bas et en Pologne.
La deuxième zone est les États-Unis, où la production de fromage a été estimée à 6,466 millions de tonnes en 2024. La ville de Plymouth (Wisconsin) est l'un des symboles de cette production : cette ville de moins de 10 000 habitants gère environ 15 % de la production américaine de fromage.

### Consommation par personne
L'Europe est la région du monde où on consomme le plus de fromage, avec 20,75 kg de fromage consommés annuellement par personne en 2023 dans les États membres de l'Union européenne (six fois plus que la moyenne mondiale), devant les États-Unis (17,91 kg), le Canada (14,45 kg), l'Australie (13,80 kg) et le Royaume-Uni (11,27 kg).

### Échanges commerciaux
Les principaux exportateurs mondiaux de fromage sont en 2023, et continueront d'être en 2033 selon les projections de l'OCDE, les pays de l'Union européenne, suivis des États-Unis et de la Nouvelle-Zélande.
La Chine est le pays qui importe le plus de fromage au monde, et devrait le rester en 2033 d'après les prévisions de l'OCDE.

### Groupes industriels fromagers
(novembre 2018).
Les principaux groupes industriels fromagers mondiaux sont :
- Lactalis, groupe français, 18,4 milliards d’euros en 2017[16], 80 000 employés[16] ;
- Nestlé, société basé en Suisse, 89,8 milliards de CHF en 2017[17], 323 000 employés[17].
- Savencia Fromage & Dairy (anciennement Bongrain), groupe français, est le 2e groupe fromager français et le 5e mondial. 4,852 milliards d’euros en 2017[18], 19 854 employés
- Saputo, entreprise québécoise, 10,99 milliards de dollars en mars 2016[19], environ 15 000 employés[20];
- Bel, groupe français, 2,9 milliard d’euros en 2016[21], 12 000 employés.
- Arla Foods, groupe suédo-danois, 10,3 milliards d'euros en 2017[22].
- …[évasif]